# 斯塔羅耶湖
45°59′13″N 33°47′33″E / 45.98694°N 33.79250°E
斯塔羅耶湖（俄语：Старое），這是烏克蘭的一個湖泊，位於該國南部，由克里米亞負責管轄，長6公里、寬2.5公里，面積12.2平方公里，集水區面積37.2平方公里，平均水深1.5米，最大水深3米。